# Yanfei Shen
Shen Yanfei (en chino, 沈燕飛; pinyin, Shén Yànfēi; nacida el 24 de diciembre de 1979 en Hebei, China) es una jugadora de tenis de mesa nacionalizada española que juega en el UCAM Cartagena T.M. Su nombre, Shen Yanfei, sigue la convención china, pues Shen es el apellido y Yanfei el nombre de pila. Su nombre legal de acuerdo a su nacionalidad española es Yanfei Shen, siguiendo la convención española según la cual el nombre se antepone al apellido.

## Trayectoria deportiva
El 22 de febrero de 2008 consiguió la nacionalidad española, lo que le permitió participar con el equipo español en las Olimpiadas de Pekín en agosto de ese mismo año.
A nivel de clubs, se incorporó al equipo Ucam Cartagena T.M. en el año 2002. Con este equipo ha ganado 2 Copas de Europa, la última en Moscú en 2010. Ese mismo año colaboró de decisivamente con su equipo a ganar de forma consecutiva la duodécima edición de la superdivisión femenina de España, y, en Antequera, también de forma consecutiva, el undécimo título de Copa de la Reina. Por tanto, logra en 2010, y por segunda vez consecutiva, el triplete: Copa de Europa, Liga y Copa de la Reina.
Tras estar un tiempo apartada de la competición por maternidad, en 2010 se convierte en la sensación de este deporte al ganar el Open de Corea, uno de los más duros de la temporada, y llegar a semifinales en el de China, derrotando en ambos casos a jugadoras 'top ten'. Se impuso en la final a Feng Tianwei número 2 del mundo tras realizar un gran encuentro y también eliminó a la número 1, la holandesa Li Jiao.
En 2012 participa en las Olimpiadas de Londres. En marzo de 2013 obtiene su mejor clasificación en el ranking mundial de la ITTF con el sexto puesto. Ese mismo año gana la medalla de bronce en el campeonato de Europa en la modalidad de dobles, formando pareja con la también española Sara Ramírez. Dos años después, en 2015 se proclama vencedora en esa misma competición y modalidad, esta vez formando pareja con la turca Melek Hu. Anunció su retirada en diciembre de 2016, año en el que había puesto un broche de oro a su carrera deportiva imponiéndose en el torneo Top-16 Europa, venciendo en la final a la turca Melek Hu (su compañera de dobles en el campeonato de Europa de 2015) y participando en las Olimpiadas de Río de Janeiro.

## Palmarés
- 2005: ITTF World Tour Grand Finals: Primera posición en dobles, junto con la estadounidense Gao Jun[10]
- 2005: ITTF World Tour: Ganadora del Open de China Taipéi en dobles, junto con la estadounidense Gao Jun
- 2006: ITTF World Tour: Ganadora del Open de China en dobles, junto con la estadounidense Gao Jun
- 2006: ITTF World Tour Grand Finals: Semifinalista individual y segunda en dobles, junto con la estadounidense Gao Jun
- 2007: ITTF World Tour: Ganadora del Open de China Taipéi en dobles, junto con la estadounidense Gao Jun
- 2007: ITTF World Tour: Ganadora del Open de Corea en dobles, junto con la estadounidense Gao Jun
- 2008: En las Olimpiadas de Pekín alcanza los dieciseisavos de final[11]
- 2008: Campeonato de España; ganadora individual
- 2010: ITTF World tour: Ganadora del Open de Corea[2]
- 2011: Campeonato de España; ganadora individual[12]
- 2012: En las Olimpiadas de Londres alcanza los octavos de final[13]
- 2012: ITTF World tour: Ganadora del Open de Japón[14]
- 2012: ITTF World tour: Ganadora del Open de Alemania[15]
- 2012: Copa del mundo en Huangshi. Tercera posisición individual
- 2013: En los Juegos Mediterráneos en Mersin, Turquía; Medalla de bronce individual[16]
- 2013: En los Juegos Mediterráneos en Mersin, Turquía; Medalla de oro por equipos, junto con Sara Ramírez.[17]
- 2013: Campeonato de Europa en Schwechat (Austria). Tercera posición en dobles, junto con Sara Ramírez[5]
- 2015: Campeonato de Europa en Yekaterimburgo (Rusia). Vencedora en la competición de dobles.[6]
- 2016: Torneo Top-16 Europa en Gondomar (Portugal); primera posición[8]
- 2016: Participación en las Olimpiadas de Río de Janeiro[9]